# Todtnau
Todtnau – miasto w Niemczech, w kraju związkowym Badenia-Wirtembergia, w rejencji Fryburg, w regionie Hochrhein-Bodensee, w powiecie Lörrach. Leży pomiędzy Feldberg (Schwarzwald) a Belchen, nad rzeką Wiese.

## Podział administracyjny
Aftersteg, Brandenberg-Fahl, Geschwend, Muggenbrunn, Präg-Herrenschwand, Schlechtnau, Todtnauberg.

## Polityka
Ostatnie wybory samorządowe odbyły się 13 czerwca 2004, w radzie miasta zasiada 26 radnych.
| Partia      | % głosów | Porównanie | Liczba radnych |
| ----------- | -------- | ---------- | -------------- |
| CDU         | 51,3%    | +2,3%      | 11             |
| SPD         | 17,9%    | –1,0%      | 3              |
| Bezpartyjni | 30,8%    | –3,3%      | 6              |

## Infrastruktura
Przez miasto przebiega droga krajowa B317. Znajduje się tutaj siedziba oddziału Sparkasse Schönau-Todtnau.
Są tutaj dwie szkoły podstawowe oraz jedna Hauptschule.

## Osoby

### urodzone w Todtnau
- Karl Ludwig Nessler (ur. 2 maja 1872, zm. 22 stycznia 1951 w Harrington Park), fryzjer, wynalazca trwałej ondulacji

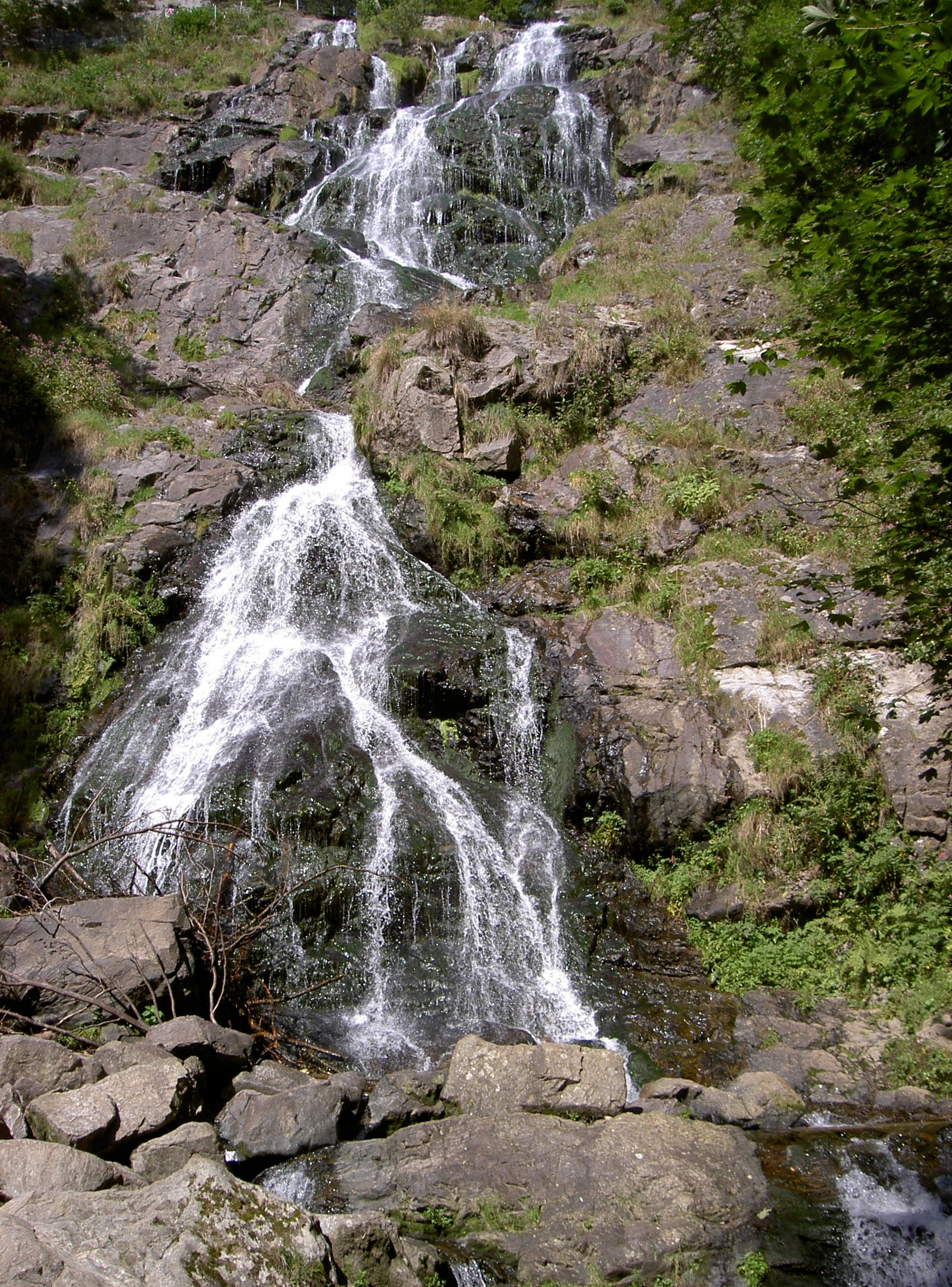
Wodospad
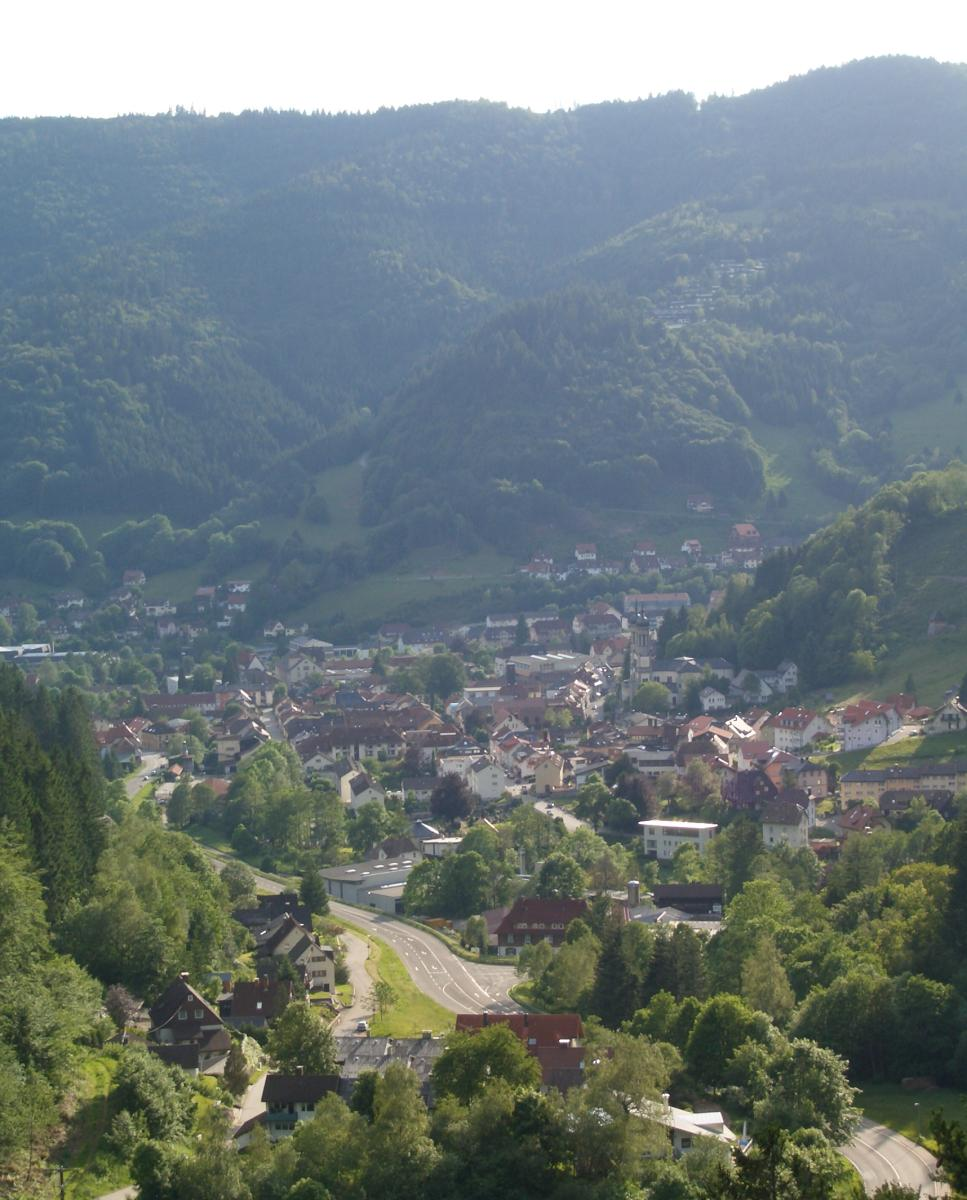
Widok na Todtnau
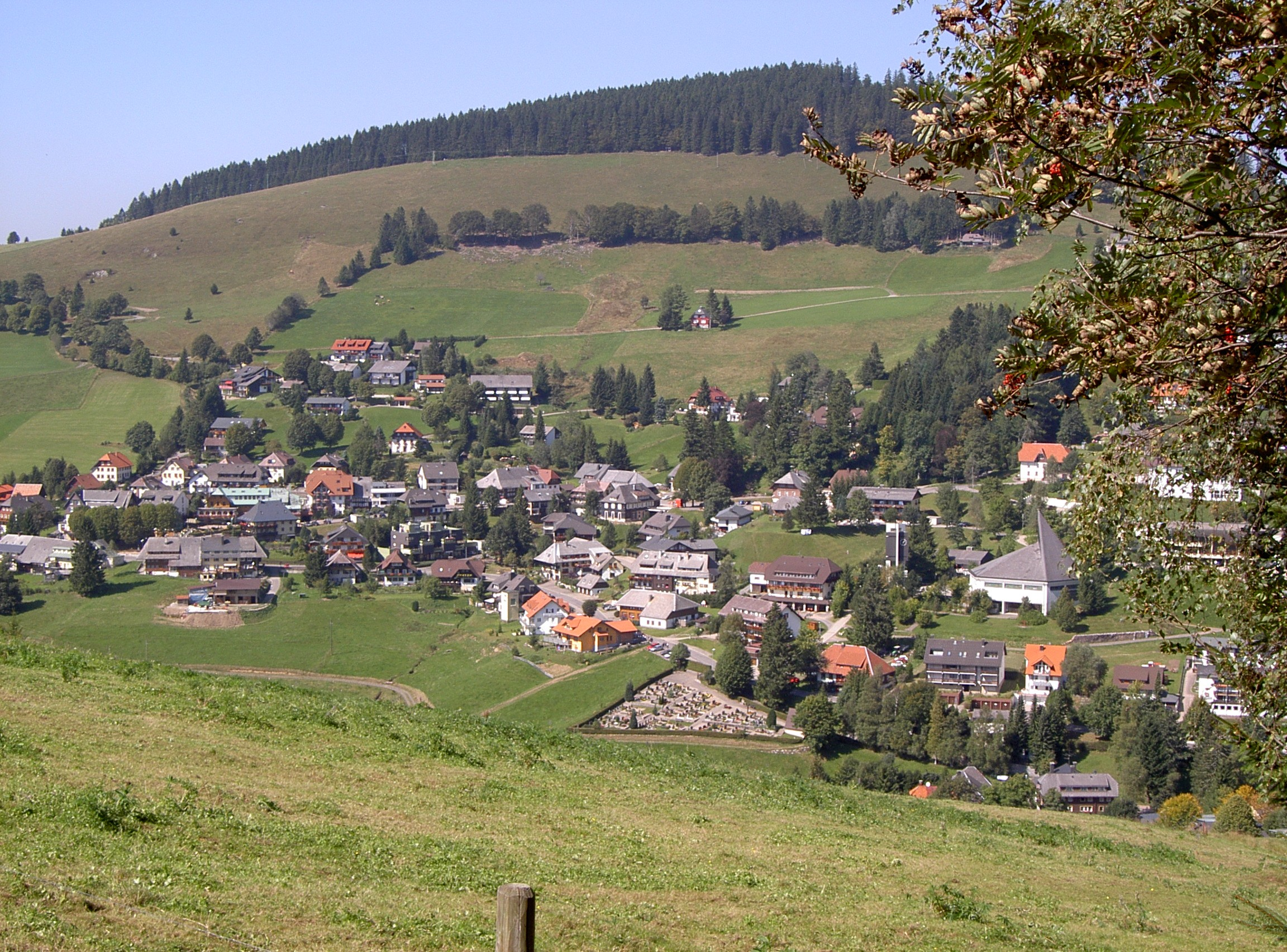
Widok na Todtnauberg